# Пийт Найт
Уилям Дж. „Пийт“ Найт (на английски: William J. "Pete" Knight) е американски тест пилот и политик. Астронавт на USAF и участник в Програмата X-15. През 1967 г. осъществява най-бързия полет на човек в земната атмосфера.

## Военна кариера
Пийт Найт постъпва във Военновъздушните сили на САЩ (United States Air Force) през 1951 г. Още като младши лейтенант пилотира реактивен самолет F-89 по време на Националното въздушно шоу през 1954 г. и печели Голямата награда Allison Jet Trophy. От 1958 г. е тест пилот в базата Едуардс, Калифорния. Лети на повече от 100 различни типа самолети. От 1968 г. участва във войната във Виетнам и извършва 253 бойни полета на самолет F-100 Суперсейбър. В началото на 1970-те години е назначен за директор на полетните изпитания на новия тежък изтребител от четвърто поколение F-15 Eagle. След това, през 1979 г. става главен тест пилот на нов лек тактически изтребител от четвърто поколение F-16 Fighting Falcon. Уволнява се от ВВС като полковник и директор на програмата за развитие на изтребителя F-16 през 1982 г.

## В Програмата Х-15
През 1960 г., П. Найт е избран от ВВС в програмата X-20 Dyna-Soar, заедно с още шестима тест пилоти. След приключване на курса по обучение, той е определен да извърши първия орбитален полет с новия апарат. Тъй като по това време НАСА осъществява програмата Мъркюри и полетът на американец в Космоса става действителност, програмата на ВВС X-20 Dyna-Soar е прекратена. Годината е 1963 и Пийт Найт е привлечен като тест пилот на хиперзвуковия ракетоплан North American X-15, чиито изпитания се извършват в авиобазата Едуардс, Калифорния. В програмата той извършва 16 изпитателни полета на X-15. На 3 октомври 1967 г. при Полет 188 П. Найт, пилотирайки X - 15 A - 2, развива хиперзвукова скорост от 4520 мили в час (7274 км/час) (Maх 6,72). Това постижение е признато от FAI, като най-бързия полет на човек в земната атмосфера за всички времена. На 17 октомври същата година по време на Полет 190, Пийт Найт достига височина от 53,1 мили (85,5 км) – осмо постижение в цялата програма X-15 и в съответствие с действащите нормативи му е присвоено званието „астронавт на USAF“ и му е връчен почетният знак „астронавтски крила на USAF“.

## Политическа кариера
През 1984 г., Пийт Найт е избран за градски съветник в Палмдейл, Калифорния. Четири години по-късно става кмет на същия град. През 1992 г. е избран като сенатор в Конгреса на САЩ от 36-и избирателен район на Калифорния. През 1996 г. е преизбран като представител на 17-и избирателен район и остава на този пост до смъртта си през 2004 г. През 2000 г. е автор и основен поддръжник на закона за брака, който гласи, „че само брак между мъж и жена е валиден на територията на щата Калифорния“.

## Награди
За участието си в програмата X-15, Пийт Найт е награден със специален Полетен кръст – едно от най-високите отличия в САЩ (същата награда получават и американските астронавти). Носител е на много военни отличия. В Аерокосмическата зала на славата е от 1990 г.